# Jesús Soraire
Jesús Miguel Gabino Soraire (Lules, Tucumán, Argentina; 3 de diciembre de 1988) es un futbolista argentino. Juega de mediocampista en San Martín de Tucumán, de la Primera Nacional.

## Trayectoria
Soraire empezó su carrera en las inferiores de Almirante Brown de Lules, y debutaría profesionalmente en Deportivo Aguilares, que participaba del Torneo del Interior 2012. Luego pasaría a Villa Cubas para disputar Torneo Argentino B en la temporada 2012–13. Se iría al finalizar la temporada, para luego firmar con San Jorge del Torneo Argentino A. Hizo su debut el 17 de agosto ante Central Norte, y participó en 23 partidos de la temporada 2013–14. Estuvo medio año en Chaco For Ever para la temporada Torneo Federal A 2014. En enero de 2015, Soraire fue fichado por San Martín (Tucumán) de la tercera división del Fútbol Argentino. Su primer gol llegó el 5 de julio en un empate ante Juventud Antoniana. Soraire tuvo otro período de seis meses en Almirante Brown de Lules en 2016.
Seis meses más tarde de 2016, San Jorge vuelve a fichar a Soraire donde participó en cuarenta y dos juegos e hizo dos goles. El 19 de julio de 2018, Soraire se une a Arsenal de Sarandí de la Primera B Nacional Hizo su debut en Arsenal en el empate en la primera de Gimnasia y Esgrima de Jujuy el 25 de agosto, y se consagraría Campeón de la Primera B Nacional 2018-19.
El 23 de agosto de 2023, se marchó a Banfield de la Liga Profesional, a préstamo hasta el 31 de diciembre de 2024 sin cargo y con opción de compra de 200.000 dólares por el 100% del pase.

## Estadísticas

### Clubes
Actualizado hasta su último partido disputado el 17 de agosto de 2025.
| Club                            | Div.          | Temporada     | Liga  | Liga  | Liga   | Copas nacionales | Copas nacionales | Copas nacionales | Torneos internacionales | Torneos internacionales | Torneos internacionales | Total | Total | Total  |
| Club                            | Div.          | Temporada     | Part. | Goles | Asist. | Part.            | Goles            | Asist.           | Part.                   | Goles                   | Asist.                  | Part. | Goles | Asist. |
| ------------------------------- | ------------- | ------------- | ----- | ----- | ------ | ---------------- | ---------------- | ---------------- | ----------------------- | ----------------------- | ----------------------- | ----- | ----- | ------ |
| Deportivo Aguilares Argentina   | 5.ª           | 2012          | 20    | 3     | 2      | —                | —                | —                | —                       | —                       | —                       | 20    | 3     | 2      |
| Deportivo Aguilares Argentina   | Total club    | Total club    | 20    | 3     | 2      | 0                | 0                | 0                | 0                       | 0                       | 0                       | 20    | 3     | 2      |
| Villa Cubas Argentina           | 4.ª           | 2012-13       | 16    | 2     | 0      | 1                | 0                | 0                | —                       | —                       | —                       | 17    | 2     | 0      |
| Villa Cubas Argentina           | Total club    | Total club    | 16    | 2     | 0      | 1                | 0                | 0                | 0                       | 0                       | 0                       | 17    | 2     | 0      |
| C. S. y D. San Jorge Argentina  | 3.ª           | 2013-14       | 22    | 0     | 0      | 1                | 0                | 0                | —                       | —                       | —                       | 23    | 0     | 0      |
| C. S. y D. San Jorge Argentina  | 3.ª           | 2016-17       | 18    | 1     | 2      | —                | —                | —                | —                       | —                       | —                       | 18    | 1     | 2      |
| C. S. y D. San Jorge Argentina  | 3.ª           | 2017-18       | 22    | 1     | 1      | 2                | 0                | 0                | —                       | —                       | —                       | 24    | 1     | 1      |
| C. S. y D. San Jorge Argentina  | Total club    | Total club    | 62    | 2     | 3      | 3                | 0                | 0                | 0                       | 0                       | 0                       | 65    | 2     | 3      |
| Chaco For Ever Argentina        | 3.ª           | 2014          | 5     | 0     | 0      | 2                | 0                | 0                | —                       | —                       | —                       | 7     | 0     | 0      |
| Chaco For Ever Argentina        | Total club    | Total club    | 5     | 0     | 0      | 2                | 0                | 0                | 0                       | 0                       | 0                       | 7     | 0     | 0      |
| San Martín (T) Argentina        | 3.ª           | 2015          | 20    | 1     | 0      | —                | —                | —                | —                       | —                       | —                       | 20    | 1     | 0      |
| Almirante Brown (L) Argentina   | 4.ª           | 2016          | 4     | 0     | 0      | —                | —                | —                | —                       | —                       | —                       | 4     | 0     | 0      |
| Almirante Brown (L) Argentina   | Total club    | Total club    | 4     | 0     | 0      | 0                | 0                | 0                | 0                       | 0                       | 0                       | 0     | 0     | 0      |
| Arsenal de Sarandí Argentina    | 2.ª           | 2018-19       | 24    | 1     | 0      | 1                | 0                | 1                | —                       | —                       | —                       | 25    | 1     | 1      |
| Arsenal de Sarandí Argentina    | 1.ª           | 2019-20       | 22    | 0     | 3      | 2                | 0                | 0                | —                       | —                       | —                       | 24    | 0     | 3      |
| Arsenal de Sarandí Argentina    | 1.ª           | 2020          | —     | —     | —      | 9                | 0                | 1                | —                       | —                       | —                       | 9     | 0     | 1      |
| Arsenal de Sarandí Argentina    | 1.ª           | 2021          | —     | —     | —      | 11               | 1                | 1                | 5                       | 0                       | 0                       | 16    | 1     | 1      |
| Arsenal de Sarandí Argentina    | Total club    | Total club    | 46    | 1     | 3      | 23               | 1                | 3                | 5                       | 0                       | 0                       | 74    | 2     | 6      |
| Central Córdoba (SdE) Argentina | 1.ª           | 2021          | 20    | 0     | 2      | —                | —                | —                | —                       | —                       | —                       | 20    | 0     | 2      |
| Central Córdoba (SdE) Argentina | 1.ª           | 2022          | 21    | 3     | 1      | 14               | 0                | 0                | —                       | —                       | —                       | 35    | 3     | 1      |
| Central Córdoba (SdE) Argentina | 1.ª           | 2023          | 19    | 1     | 0      | 2                | 0                | 1                | —                       | —                       | —                       | 21    | 1     | 1      |
| Central Córdoba (SdE) Argentina | Total club    | Total club    | 60    | 4     | 3      | 16               | 0                | 1                | 0                       | 0                       | 0                       | 76    | 4     | 4      |
| C. A. Banfield Argentina        | 1.ª           | 2023          | 9     | 2     | 0      | —                | —                | —                | —                       | —                       | —                       | 9     | 2     | 0      |
| C. A. Banfield Argentina        | 1.ª           | 2024          | 17    | 1     | 0      | 13               | 0                | 0                | —                       | —                       | —                       | 30    | 1     | 0      |
| C. A. Banfield Argentina        | Total club    | Total club    | 26    | 3     | 0      | 13               | 0                | 0                | 0                       | 0                       | 0                       | 39    | 3     | 0      |
| San Martín (T) Argentina        | 2.ª           | 2025          | 17    | 1     | 0      | 2                | 0                | 0                | —                       | —                       | —                       | 19    | 1     | 0      |
| San Martín (T) Argentina        | Total club    | Total club    | 37    | 2     | 0      | 2                | 0                | 0                | 0                       | 0                       | 0                       | 39    | 2     | 0      |
| Total carrera                   | Total carrera | Total carrera | 276   | 17    | 11     | 60               | 1                | 4                | 5                       | 0                       | 0                       | 341   | 18    | 15     |
| 1. 2.                           |               |               |       |       |        |                  |                  |                  |                         |                         |                         |       |       |        |

## Palmarés
| Título             | Club               | País      | Año     |
| ------------------ | ------------------ | --------- | ------- |
| Primera B Nacional | Arsenal de Sarandí | Argentina | 2018-19 |